# Мария Ульфа Сантосо
Мари́я У́льфа Санто́со (индон. Maria Ulfah Santoso; имя, полученное после первого брака, под которым она наиболее известна), урождённая Хаджа Раден Аю Мариам Ульфа (индон. Hajjah Raden Ayu Mariam Ulfah), имя во втором браке — Хаджи Мари́я У́льфа Суба́дио Састросато́мо (индон. Maria Ulfah Soebadio Sastrosatomo; 18 августа 1911 года, Серанг — 15 апреля 1988 года, Джакарта) — индонезийская правозащитница, феминистка и политик. Активистка движения за независимость, член Исследовательского комитета по подготовке индонезийской независимости. В суверенной Индонезии — член Центрального национального комитета Индонезии, а также министр социального обеспечения в правительстве Сутана Шарира (1946—1947). Депутат Совета народных представителей (СНП; 1955—1959) и член Временного СНП, назначенного в 1959 году президентом Сукарно. Первая в Индонезии женщина, получившая степень магистра права, а также первая женщина, занявшая министерский пост.

## Биография

### Ранние годы жизни
Мариам Ульфа родилась 18 августа 1911 года в городе Серанг, Голландская Ост-Индия (ныне индонезийская провинция Бантен). Она была младшей из трёх дочерей Р. А. А. Мохаммада Ахмада (индон. R.A.A. Mohammad Achmad) и его жены Р. А. Хадиджи Джаядиниграт (индон. R.A. Hadidjah Djajadiningrat), принадлежавшей к влиятельной бантенской семье Джаядинигратов. Своё первое имя Мариам она получила в честь матери пророка Исы, второе имя Ульфа также было арабского происхождения. Вскоре после рождения девочки её первое имя, из соображений благозвучия, было изменено на Мария.
Детство Марии прошло в округе Кунинган, где её отец служил регентом (главой округа) . В этот период произошло событие, повлиявшее на становление Марии как феминистки и правозащитника. Однажды в дом семьи в поисках помощи пришла больная женщина. Однако, по требованию отца, в помощи ей было отказано. Этот случай, по словам будущей правозащитницы, вдохновил её на борьбу за улучшение положения индонезийских женщин, фактически бесправных в браке.
По настоянию отца маленькая Мария, которой пора было идти в школу, отправилась в Батавию (ныне Джакарта), где училась в голландской Виллемслаанской начальной школе и жила в голландской семье. Позже она окончила среднюю школу имени короля Виллема III. В Батавии Мария ещё раз столкнулась с проблемой бесправия замужних индонезиек-мусульманок: по действовавшему тогда законодательству, мужья-мусульмане могли взять вторую жену без согласия первой или развестись с первой женой опять же без её согласия.

### Учёба в Нидерландах
Марии было 16 лет, когда скончалась её мать. Два года спустя, в 1929 году, её отец был направлен правительством Голландской Ост-Индии в Гаагу и взял с собой всех трёх дочерей. Мария, вопреки воле отца, желавшего, чтобы его дочь стала врачом, удалось отстоять свою точку зрения и поступить юридический факультет Лейденского университета, в котором, в частности, она прослушала четырёхлетний курс «индийского права» (нидерл. Indisch recht). Как и другие студенты из Голландской Ост-Индии, Мария постоянно сталкивалась с бытовой дискриминацией по национальному признаку. Тем не менее, она активно участвовала в студенческой жизни, была членом Ассоциации студенток Лейдена (нидерл. Vrouwelijke Studenten te Leiden) и активисткой Лиги антиколониализма (индон. Liga Anti-Kolonialisme). Её товарищами по Лейденскому университету были будущие лидеры движения за независимость Индонезии, активисты студенческой организации «Индонезийский союз» Мохаммад Хатта и Сутан Шарир. Среди товарищей Мария была известна под уменьшительным именем Иче (индон. Ice). Особо тесные отношения, сохранившиеся и в последующие годы, сложились у Марии с Шариром. При этом она дистанцировалась от выражения открытого недовольства голландскими властями, боясь скомпрометировать отца — в частности отказавшись вступить в оппозиционный властям «Индонезийский союз». В 1933 году она окончила университет со степенью магистра права, став первой индонезийской женщиной, получившей эту степень.

### Правозащитная деятельность и участие в освободительном движении
В 1934 году Мария вернулась в Батавию. Там ей предложили должность юриста в колониальной администрации, но она отказалась, вместо этого устроившись преподавателем в учительский колледж исламской организации «Мухаммадия» Работая в женском исламском учебном заведении, она вновь столкнулась с проблемой бесправия мусульманок в браке. Для борьбы с ним она вступила в женскую организацию «Истери Индонесиа» (индон. Isteri Indonesia — «Индонезийская женщина»), впоследствии став её председателем. В 1937 году она стала инициатором проекта реформы брачного законодательства Голландской Ост-Индии, который предусматривал разрешение многожёнства только на добровольной основе (при условии согласия всех жён на новый брак мужа), а также признавал развод только по решению суда. Этот проект вызвал полемику в индонезийской прессе: против него выступил ряд мусульманских организаций колонии, в том числе женских. В связи с этим Мария Ульфа была вынуждена пойти на некоторые уступки исламским традиционалистам. В 1938 году она создала и возглавила Комитет по защите женщин и детей (индон. Komite Perlindoengan Kaoem Iboe dan Anak-Anak), который разработал более умеренный проект реформы брака, в меньшей степени отходивший от основ шариата. В итоге администрация Голландской Ост-Индии отклонило проект Комитета. Реформа брачных отношений в колонии была проведена лишь в 1941 году.
Другой важной сферой деятельности Марии во второй половине 1930-х годов стала борьба за избирательные права женщин в Голландской Ост-Индии. При её активном участии в 1938 году администрация колонии предоставила женщинам пассивное избирательное право. После этого «Истери Индонесиа» выдвинуло Марию в депутаты Фольксраада, но ей не удалось избраться. Также Мария вела работу по распространению грамотности среди женщин. Она организовала курсы шитья, на которых учила женщин не только шить, но и читать, а также разъясняла им их права в браке.
Наряду с правозащитной деятельностью, она продолжила активно участвовать в движении за независимость, в частности оказав большую помощь активисту движения Адаму Малику в создании первого в Индонезии национального информационного агентства «Антара».
В феврале 1938 года Мария вышла замуж за Радена Сантосо Виродихарджо (индон. Raden Santoso Wirodihardjo), высокопоставленного чиновника колониальной администрации. Она добавила имя мужа к своему, после чего её полное имя стало звучать как Мария Ульфа Сантосо.

### На государственной службе
После того, как в 1942 году Голландскую Ост-Индию оккупировала Япония, Мария оставила работу преподавателя и стала работать юристом в японской администрации в качестве помощника Супомо (впоследствии первого министра юстиции независимой Индонезии) по правовым вопросам. В 1945 году, в преддверии провозглашения независимости Индонезии, Мария стала членом созданного японцами Исследовательского комитета по подготовке индонезийской независимости. После провозглашения независимости стала членом Центрального национального комитета Индонезии, временного высшего законодательного органа молодой республики. Была членом созданной Сутаном Шариром Социалистической партии, позже — Социалистической партии Индонезии.
12 марта 1946 года  Мария была назначена министром социального обеспечения во Втором кабинете Шарира, став первой женщиной, вошедшей в состав правительства Индонезии. 2 октября 1946 года она вновь заняла тот же пост пост в Третьем кабинете Шарира, покинув его после того, как 26 июня 1947 года кабинет подал в отставку. Из мероприятий, проведённых Марией на посту министра, наиболее важным является возвращение и обустройство индонезийцев, интернированных японскими властями во время оккупации. Также важное политическое значение имел сам факт того, что Мария стала первой в истории Индонезии женщиной-министром. Субадио Састросатомо, будущий второй муж Марии писал, что назначение Марии министром было важно не только из-за её личных качеств, но и по другим причинам. Во-первых, её выбор на пост министра показал, что правительство уважает вклад женщин в борьбу за независимость. Во-вторых, этим назначением премьер Шарир хотел показать, что женские проблемы (которые входили в компетенцию министра социального обеспечения) должна решать женщина. Впоследствии в состав большинства индонезийских правительств входила минимум одна женщина, причём часто они занимали именно пост министра социального обеспечения — на этот пост было назначено, не считая Марию, 7 индонезиек.

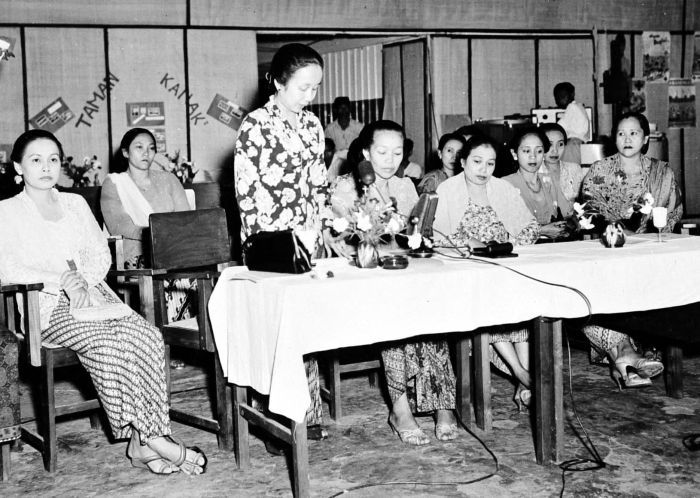
Мария Ульфа выступает на Национальном конгрессе женщин. 1950 год.

В новом кабинете Амира Шарифуддина (1947—1948) Мария отказалась вновь занять пост министра социального обеспечения, попросив назначить её главой секретариата премьер-министра. Эту же должность она заняла и в правительстве Мохаммада Хатты (1948—1950).
19 декабря 1948 года Мария овдовела. Её супруг Сантосо Виродихарджо, работавший инспектором Министерства образования Индонезии, был расстрелян нидерландскими солдатами под Магуво.

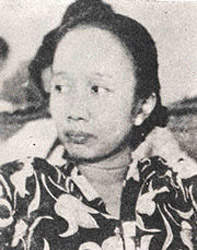
Мария Ульфа Сантосо. Около 1955 года

В 1949 году Мария вошла в состав комитета, которому было поручено подготовить новый законопроект о браке, улучшающий положение замужних индонезиек. С 1950 по 1961 год она была главой Национального конгресса женщин, а также руководителем Индонезийского бюро цензуры фильмов. По собственному признанию Марии, последнюю должность она занимала неохотно. В 1955 году, на первых в истории страны парламентских выборах, она была избрана депутатом Совета народных представителей, а в 1959 году была назначена членом Временного СНП, созданного указом президента Сукарно взамен распущенного им парламента. В 1960-х годах Мария продолжала вести политическую деятельность, работая в Государственном секретариате (1962—1967) и в Государственном консультативном совете (1967—1972).

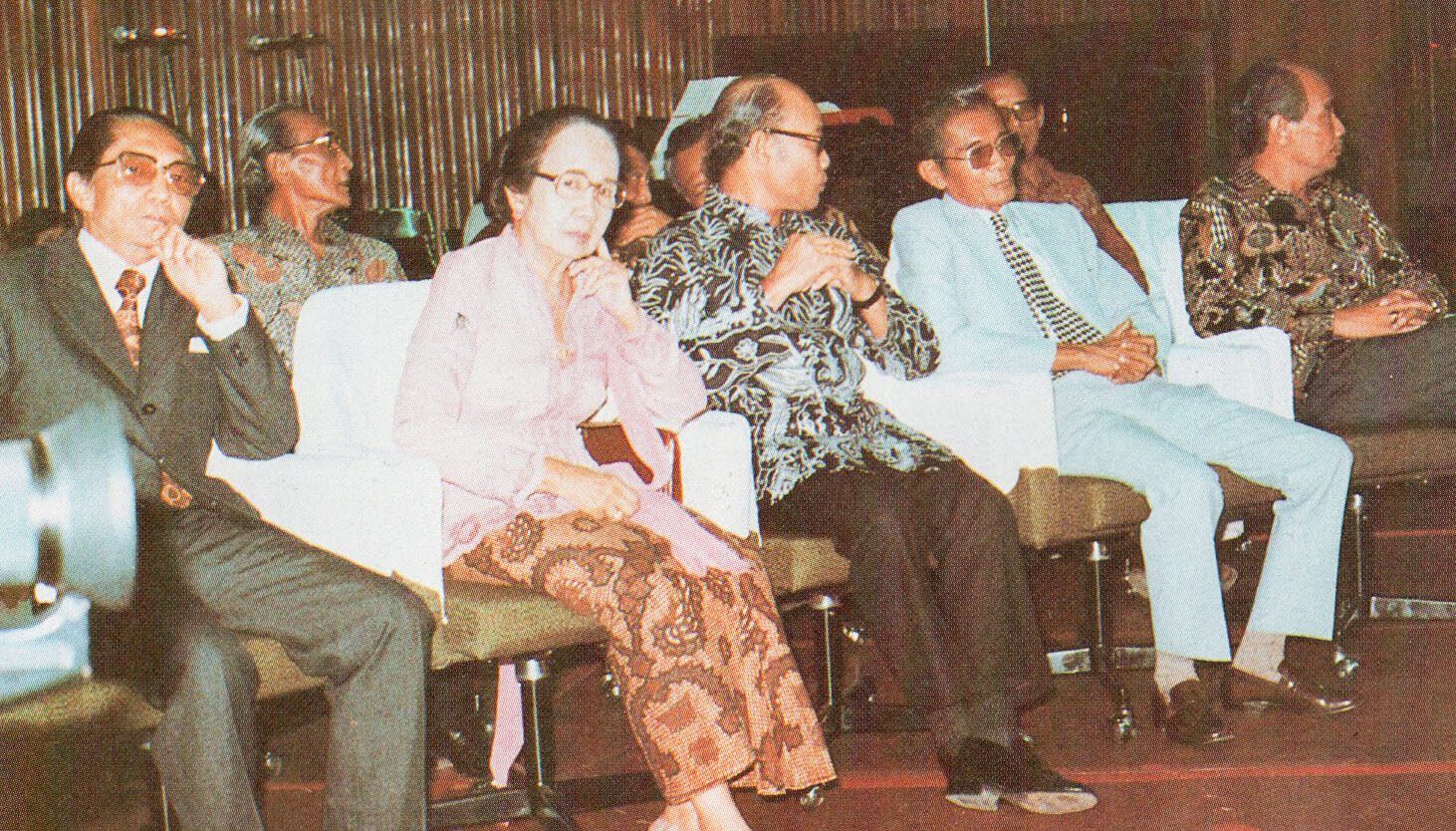
Мария Ульфа (вторая слева) на Индонезийском кинофестивале. 1982 год

10 января 1964 года Мария вторично вышла замуж. Её вторым супругом стал Субадио Састросатомо (индон. Soebadio Sastrosatomo), активист Социалистической партии Индонезии, близкий друг и один из основных соратников Шарира, который был младше Марии на 8 лет. В 1962 году Субадио был приговорён к тюремному заключению за поддержку антисукарновского восстания 1958 года, поэтому для заключения его брака с Марией потребовалось личное разрешение Сукарно, которое последний дал. После свадьбы Мария добавила к своему имени имя мужа, и оно стало звучать как Мария Ульфа Субадио Састросатомо. Из-за того, что Субадио находился в тюрьме, молодожёны виделись редко. В 1967 году, после прихода к власти нового президента Сухарто, муж Марии был освобождён из тюрьмы, после чего они с Марией совершили хадж. В 1974—1976 годах Субадио вновь находился под арестом за оппозиционную деятельность против Сухарто, однако Марии удалось избежать репрессий. Более того, её идеи были заложены в новый закон о браке, принятый Советом народных представителей в 1974 году: этот закон, действующий и ныне, ограничивает многожёнство в Индонезии и разрешает развод только через суд.
В последние годы жизни Мария и Субадио жили в Джакарте. Они получали весьма скромную пенсию; в своем некрологе журнал «Темпо» писал, что её едва хватало на ежедневные расходы. В семье Марии и Субадио воспитывался ребёнок, усыновлённый ими в 1960-е годы. В 1982 году вышла биография Марии «Мария Ульфа Субадио: Защитник людей» (индон. Maria Ullfah Subadio : Pembela Kaumnya), написанная индонезийской журналисткой Гадис Расид.
В марте 1988 года Мария Ульфа Субадио Састросатомо была помещена на лечение в джакартский Армейский госпиталь Гатота Суброто. 15 апреля 1988 года, в 2 часа 15 минут по джакартскому времени, она скончалась в этом госпитале. Её похоронили на Кладбище героев Калибата.

## Награды
- Орден Звезды Махапутра III степени [19]
- Медаль «За большую работу»[индон.] II степени (за 20 лет трудового стажа)
- Медаль «В память о борьбе за свободу» (индон. Satya Lencana Peringatan Perjuangan Kemerdekaan)[3][19]